# Yukina Ōta
Yukina Ōta (太田 由希奈?, Ōta Yukina; Tokyo, 26 novembre 1986) è un'ex pattinatrice artistica su ghiaccio giapponese.
È stata la vincitrice dei Campionati mondiali juniores di pattinaggio di figura nel 2003 e dei Campionati dei Quattro continenti di pattinaggio di figura nel 2004. Si è ritirata dalle competizioni nel 2008 in seguito ad un infortunio.

## Carriera

### Primi anni
Yukina Ota ha iniziato a pattinare all'età di quattro anni spinta dai genitori che volevano praticasse qualche sport, e la pista di pattinaggio su ghiaccio era uno degli impianti più vicini alla loro casa. Dall'età di sei anni ha iniziato ad allenarsi con la famosa allenatrice Mie Hamada. Durante la scuola elementari ha preso anche delle lezioni di balletto, che hanno probabilmente contribuito ad affinare lo stile elegante con cui pattinava i suoi programmi.
Ha iniziato a pattinare a livello competitivo nel 1999, arrivando undicesima ai campionati nazionali giapponesi di categoria juniores. L'anno successivo ha concluso i campionati al sesto posto e nel 2001 ha vinto la medaglia di bronzo.

### Stagione 2001-2002
Durante la stagione 2001-2002 ha esordito nel circuito Grand prix juniores partecipando alle tappe in Bulgaria e in Svezia. La vittoria nella prima e il quarto posto nella seconda competizione le hanno permesso di qualificarsi per la Finale, che ha concluso al sesto posto.
Dopo aver confermato la medaglia di bronzo ai campionati nazionali juniores è stata selezionata per rappresentare il Giappone ai campionati mondiali juniores del 2002, dove è arrivata in nona posizione.

### Stagione 2002-2003
Nella stagione successiva Ota ha dominato le scene del circuito juniores: ha vinto entrambe le tappe del Gran Prix juniores a cui ha preso parte e ha conquistato la medaglia d'oro nella Finale davanti a Carolina Kostner e alla connazionale Miki Andō.
Ai campionati nazionali di livello senior ha concluso la gara al quarto posto, guadagnandosi il diritto di partecipare ai campionati mondiali juniores del 2003. Nonostante alcuni salti non impeccabili, l'eleganza dell'interpretazione e la cura dei dettagli nelle trottole e nelle sequenze di passi le hanno permesso di conquistare il primo posto mondiale, terminando nuovamente davanti a Miki Andō e Carolina Kostner.

### Stagione 2003-2004
Ota ha debuttato a livello senior in campo internazionale nella stagione 2003-2004, partecipando alle tappe del Grand Prinx Skate Canada International, dove è arrivata quarta, e NHK Trophy, che ha concluso al sesto posto.
A gennaio 2004 il terzo posto ottenuto nel programma corto e il secondo posto nel programma libero le hanno permesso di vincere la medaglia d'oro ai Campionati dei Quattro continenti, dove il podio è stato completato dalla canadese Cynthia Phaneuf e dalla statunitense Amber Corwin.

### Stagioni successive
Durante le stagioni successive Ota non è riuscita a ripetere i risultati degli anni precedenti, anche a causa di un infortunio alla caviglia destra che ha portato ad una infiammazione ossea profonda. Dopo essere arrivata settimana a Skate America nel 2004 ha saltato tutto il resto della stagione per recuperare dall'infortunio. In seguito è arrivata quarta al Golden Spin di Zagabria nella stagione 2007-2008 e settima nei campionati nazionali giapponesi dello stesso anno.
Il 26 novembre 2008 ha annunciato ufficialmente il proprio ritiro dalle competizioni. In seguito ha completato gli studi all'università, laureandosi in scienze politiche nel 2012, e ha partecipato a numerosi spettacoli di pattinaggio su ghiaccio in giro per il mondo.

## Risultati
GP: Junior Grand Prix; CS: Challenger Series; JGP: Junior Grand Prix
| Gare internazionali                      | Gare internazionali | Gare internazionali | Gare internazionali | Gare internazionali | Gare internazionali | Gare internazionali | Gare internazionali | Gare internazionali | Gare internazionali |
| Evento                                   | 1999–00             | 2000–01             | 2001–02             | 2002–03             | 2003–04             | 2004–05             | 2005-06             | 2006–07             | 2007–08             |
| ---------------------------------------- | ------------------- | ------------------- | ------------------- | ------------------- | ------------------- | ------------------- | ------------------- | ------------------- | ------------------- |
| Campionato dei Quattro continenti        |                     |                     |                     |                     | 1°                  |                     |                     |                     |                     |
| GP NHK Trophy                            |                     |                     |                     |                     | 6°                  |                     |                     |                     |                     |
| GP Skate America                         |                     |                     |                     |                     |                     | 7°                  |                     |                     |                     |
| GP Skate Canada                          |                     |                     |                     |                     | 4°                  |                     |                     |                     |                     |
| Golden Spin                              |                     |                     |                     |                     |                     |                     |                     |                     | 4°                  |
| Gare internazionali juniores             |                     |                     |                     |                     |                     |                     |                     |                     |                     |
| Mondiali juniores                        |                     |                     | 9°                  | 1°                  |                     |                     |                     |                     |                     |
| JGP Finale                               |                     |                     | 6°                  | 1°                  |                     |                     |                     |                     |                     |
| JGP Bulgaria                             |                     |                     | 1°                  |                     |                     |                     |                     |                     |                     |
| JGP Italia                               |                     |                     |                     | 1°                  |                     |                     |                     |                     |                     |
| JGP Svezia                               |                     |                     | 4°                  |                     |                     |                     |                     |                     |                     |
| JGP Jugoslavia                           |                     |                     |                     | 1°                  |                     |                     |                     |                     |                     |
| Nazionali                                |                     |                     |                     |                     |                     |                     |                     |                     |                     |
| Campionati giapponesi                    |                     |                     |                     | 4°                  | 5°                  |                     |                     | 12°                 | 7°                  |
| Campionati nazionali giapponesi juniores | 11°                 | 6°                  | 3°                  | 3°                  |                     |                     |                     |                     |                     |